# Andries Pretorius
Pour les articles homonymes, voir Pretorius.
Andries Wilhelmus Jacobus Pretorius (né le 27 novembre 1798 à Graaff-Reinet dans la colonie du Cap et mort le 23 juillet 1853 à Grootplaats, dans le district de Pretoria au Transvaal) est un homme politique d'Afrique du Sud, général boer, et un chef des Voortrekkers qui joue un rôle majeur dans la fondation de la république éphémère de Natalia et dans celle de la République sud-africaine du Transvaal. Il est également un personnage clé de la bataille de Blood River. La capitale administrative de la république d'Afrique du Sud porte en son honneur le nom de Pretoria (1855). Son fils, Marthinus Wessel Pretorius, est président de la République sud-africaine du Transvaal  et de l'État libre d'Orange. 

## Origines
Andries Pretorius est né le 27 novembre 1798 à Graaff-Reinet aux frontières de la colonie du Cap en Afrique du Sud, dans une vieille famille sud-africaine d'origine néerlandaise, descendant de Johannes Pretorius (1642-1694), employé de la compagnie néerlandaise des Indes orientales, arrivé en 1669 en Afrique du Sud. 
Aîné de cinq enfants (Johannes Lodewyk, Hercules, Susanna et Henning Petrus Nicolaas), fils de Marthinus Wessel Pretorius (1747-1831) et de son épouse en secondes noces, Susanna Elizabeth Viljoen (1767-1844), Andries Pretorius compte également dans ses ancêtres deux femmes indiennes esclaves de leur état. 
Il se marie le 8 novembre 1818 à Tulbagh avec Christina Petronella de Wit (1799-1848) avec qui il a au moins cinq filles et trois fils : Marthinus Wessel (1819-1901), Johanna (1821-?), Christiaan (1823-1904), Andries (1825-1907), Susanna (1827-1882), Christina (1830-1895), Margaretha (1834-1894) et Anna Sophia (1836-1869).
En secondes noces, Andries Pretorius épouse, en 1849, Petronella Aletta de Lange (1825-1929) avec laquelle il a deux enfants : Andrietta Petronella (1850) et Andrietta Wilhelmina (1853-1932).
En 1837, Andries Pretorius est un notable boer, un prospère fermier dans le district de Graaf-Reinet et un chef de milice dans les régions frontalières aux territoires xhosas.

## Le Grand Trek

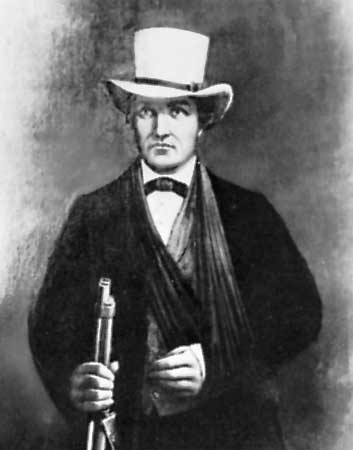
Le portrait le plus connu d'Andries Pretorius qui servit de modèle à sa statue à Graaff-Reinet.

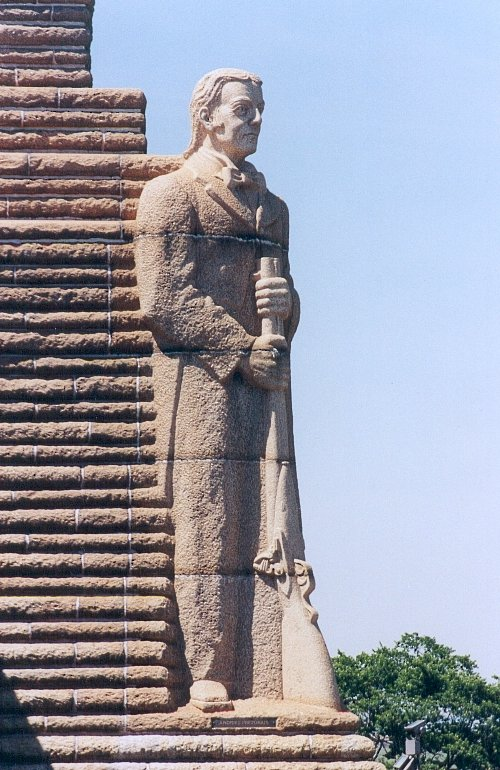
Représentation d'Andries Pretorius sur le Voortrekker Monument à Pretoria

En 1838, il se joint au Grand Trek des Boers, traverse l'Orange et les montagnes du Drakensberg et prend part à de nombreuses batailles notamment au Natal contre les zoulous. 
Le 26 novembre 1838, il est élu commandant-général de 464 voortrekkers armés et d'un convoi de 64 wagons afin de diriger une riposte contre Dingane, le roi zoulou responsable du massacre de Piet Retief et de nombreux voortrekkers, hommes, femmes et enfants. Au début décembre 1838, Pretorius s'allie au prince Mpande, demi-frère du Roi, qui veut renverser Dingane. La stratégie de Pretorius est d'affaiblir l'armée de Dingane afin qu'ensuite Mpande et ses partisans investissent le kraal royal et démettent le roi zoulou. Compte tenu des expériences antérieures, les options tactiques de défense et d'attaque sont limitées. Pretorius devait trouver un moyen de faire en sorte que les soldats de Dingane l'attaquent dans une position défensive de laager à un endroit de son choix.
Le 6 décembre 1838, Pretorius et son commando rencontrent leurs alliés zoulous à Danskraal puis se concerte avec Sarel Cilliers, le chef spirituel des Voortrekkers au Natal, et d'autres chefs boers sur l'idée de proposer une alliance à Dieu et de construite une église pour lui rendre grâce afin de se placer sous sa protection. L'idée est de donner confiance aux Vootrekkers en vue d'une bataille qui s'annonce décisive. Le 7 décembre 1838, Pretorius fait jurer à ses compagnons de chaque année consacrer à Dieu le jour de leur hypothétique victoire sur les armées de Dingane et de bâtir cette église. Chaque soir jusqu'au 15 décembre, ce serment (ou vœu) est réitéré. Chaque jour également, son commando se rapproche lentement et prudemment de la rivière Ncome, formant périodiquement les chariots en laager.
Le samedi 15 décembre 1838, Pretorius installe son laager fortifié, sur les rives de la rivière Ncome. Le site choisi par Pretorius  est situé à quelques mètres d'un fossé de 8 m de haut menant à un bassin profond de la rivière. À l'opposé, la zone est largement dégagée et ne fournit aucune couverture à une force d'attaque. Dans une telle position retranchée, protégé sur l'un de ses flancs par un obstacle naturel et disposant d'ailleurs d'au moins deux petits canons à chargement par la bouche, Pretorius peut concentrer ses obusiers et son artillerie vers une même direction. 
Le 16 décembre 1838, la grande confrontation a lieu entre environ 15 000 guerriers zoulous commandés par Ndlela kaSompisi et environ 464 voortrekkers, 3 britanniques accompagnés de 340 alliés ou serviteurs noirs et métis (dont au moins 60 alliés d'un régiment bantou de Port Natal), soit un total d'environ 815 personnes repliés avec 650 bœufs et 750 chevaux derrière leurs 64 chars à bœufs rangés en un cercle (laager) d'environ 400 mètres de circonférence. 

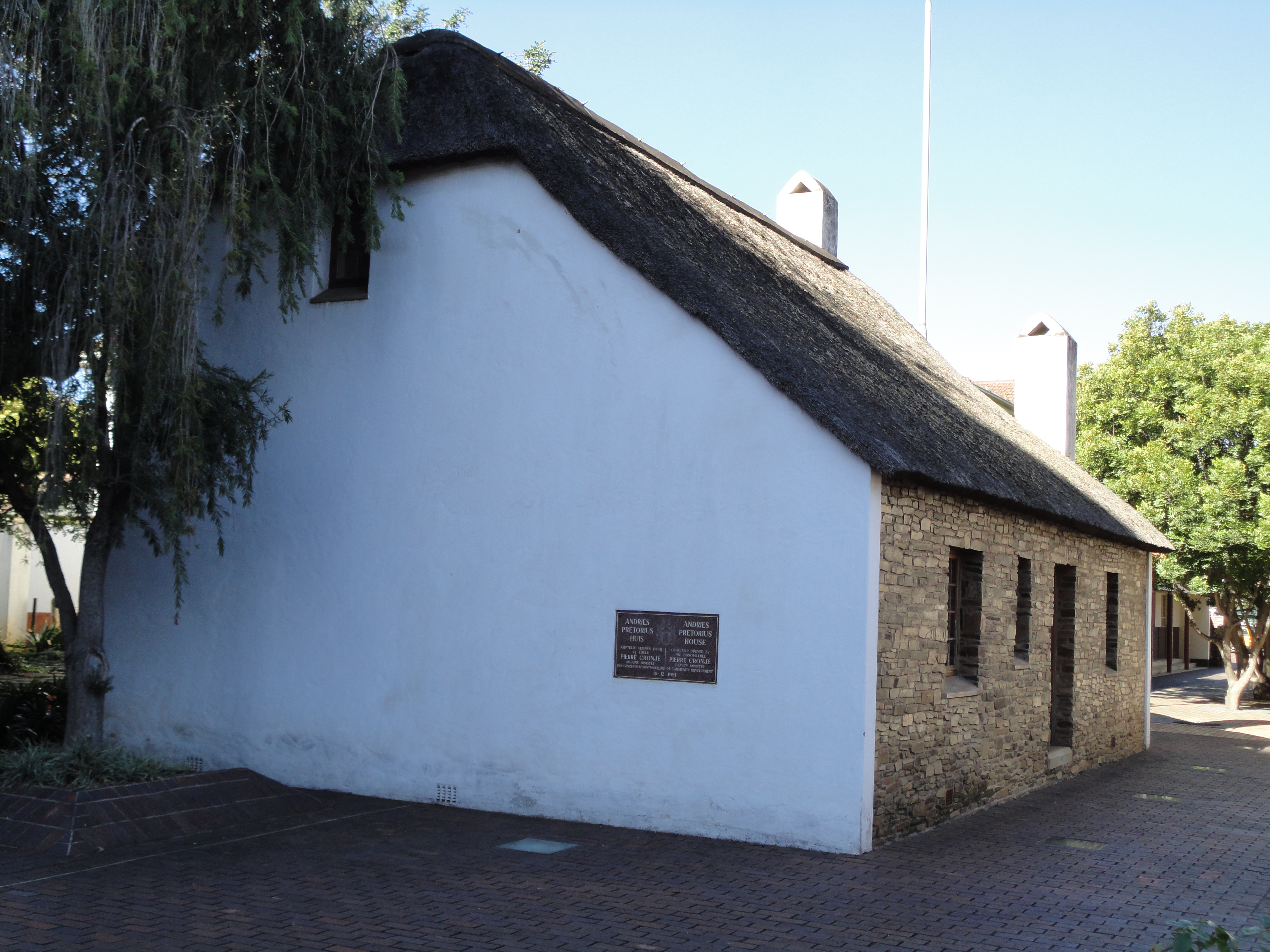
Maison d'Andries Pretorius (1843) à Pietermaritzburg.

Les régiments zoulous se fracassent sur les tirs défensifs qui proviennent du laager. Les assauts échouent les uns après les autres provoquant la confusion et le désordre au sein des forces zouloues. Grâce à la puissance de leurs armes à feu et de leur position de défense au sein du laager, les hommes de Pretorius prennent le dessus. Après deux heures et quatre vagues d'attaque, Pretorius prend la tête d'un groupe de 160 cavaliers afin d'effectuer une sortie pour une confrontation directe  et couper en deux les forces zoulous. Peu avant 11 heures, les généraux zoulous constatent qu'ils ont perdu le contrôle de leurs régiments. La bataille se termine par une véritable hécatombe pour les Zoulous avec à peu près 3 000 tués dont deux princes zoulous. Le sang versé durant cette bataille qui colora de rouge la rivière Ncome lui donne alors le nom de Blood River (la « rivière de sang »).
Les Boers n’avaient que quelques blessés dont Pretorius, atteint à la main gauche par une lance zouloue. Quatre jours après la bataille de Blood River, le commando de Pretorius atteint le kraal de Dingane pour le trouver déserté et en cendres et Dingane en fuite. 
En 1840, Pretorius, allié aux guerriers de Mpande, le frère de Dingane, défait définitivement ce dernier à Magono. 
Entretemps, les Voortrekkers ont proclamé la République de Natalia qui est alors la première république établie en Afrique du Sud. Elle compte 6 000 habitants et s'étend sur un territoire qui s'étend du  sud de la rivière Tugela à la région de Winburg-Potchefstroom, à l'ouest du Drakensberg. 
La constitution de Natalia prévoit l'établissement d'une Chambre de l'Assemblée composée de 24 membres élus par tous les citoyens blancs de plus de 21 ans. Un président doit être nommé à la tête de l'exécutif mais à ce stade, le pouvoir exécutif repose principalement sur le général commandant Andries Pretorius en tant que vainqueur de Blood River.
Les Voortrekkers échouent cependant à faire admettre et reconnaitre leur indépendance par la Grande-Bretagne. Après la bataille de Congella, les autorités législatives de Natalia acceptent en juillet 1842 de se placer sous l'autorité britannique. La plupart des Boers du Natal sont outrés par cette décision et certains s'en prennent à Pretorius, partisan de la paix avec les Britanniques. L'annexion définitive du Natal par les Britanniques est finalisée en aout 1843. Quelque cinq cents familles voortrekkers de la région quittent la région et retournent dans le Haut-Veld. Pretorius reste au Natal où il est établi près de Pietermaritzburg. En 1847, il renonce à son commandement à la tête des armées boers et devient sujet britannique pour tenter de faire comprendre aux autorités coloniales les aspirations des Voortrekkers du Natal mais sans succès.

## L'installation au Transvaal

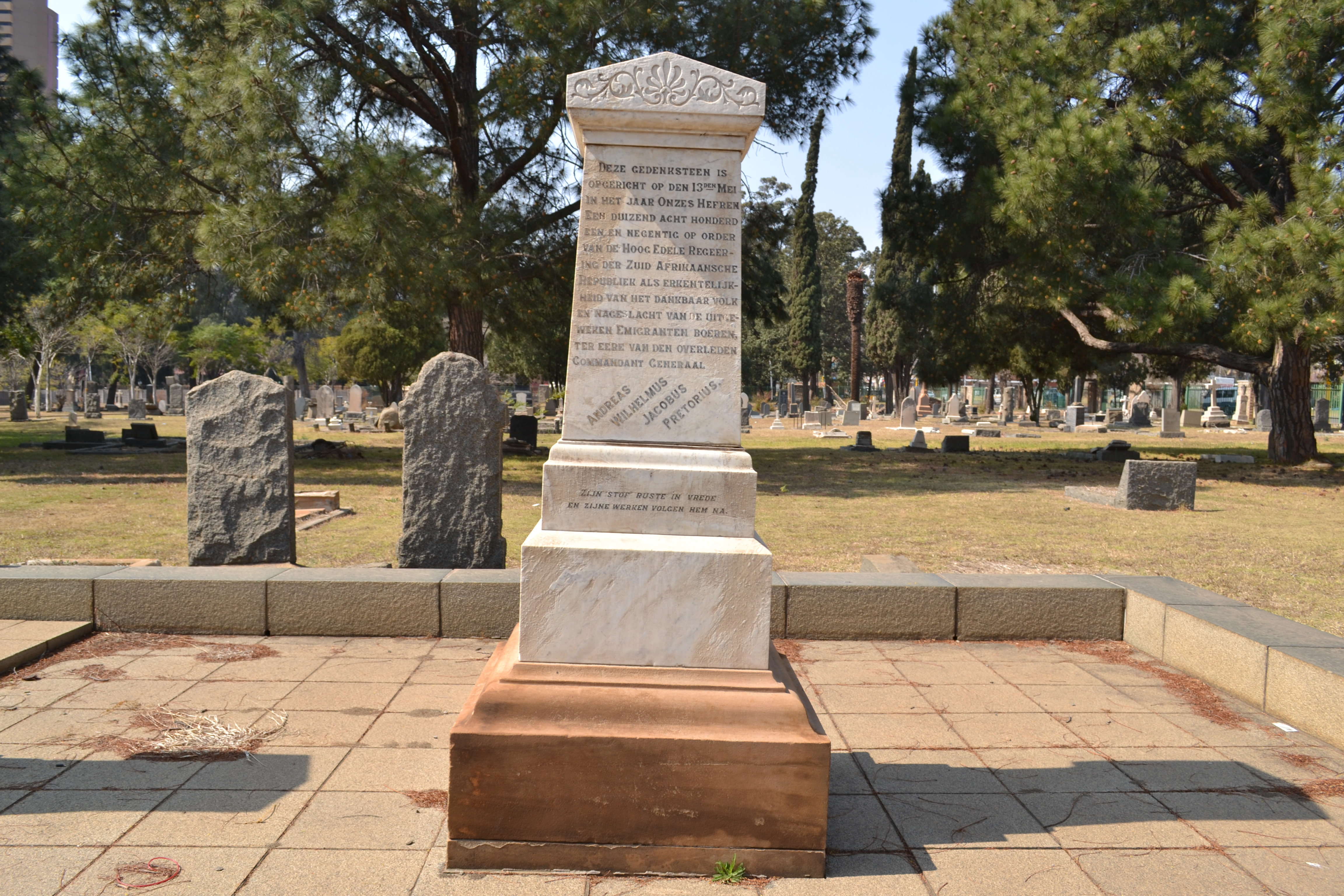
Sépulture de Pretorius à Heroes' Acre, à Pretoria.

Pretorius décide de quitter définitivement le Natal pour rallier le Transvaal. En 1848, les habitants de Winburg font appel à Pretorius pour s'opposer aux projet de Sir Harry Smith d'annexer toute la zone située entre le Drakensberg au sud-est, le fleuve Orange (à l'ouest) et le fleuve Vaal (au nord), afin d'en faire une dépendance coloniale britannique nommée Souveraineté de la rivière Orange. Pretorius prend le commandement d'un Kommando boer qui se heurte aux forces britanniques à Boomplats. Malgré le commandement de Pretorius, les Boers, en nette infériorité numérique, sont défaits, l'annexion britannique du Transorange proclamée et la tête de Pretorius mis à prix contre une récompense de 2000 livres. 
Pretorius retourne alors au Transvaal où il s'établit près de Rustenburg. Il s'y s'efforce d'unir, sous l'autorité d'un Volksraad, tous les groupes voortrekkers disséminés dans le Transvaal afin de demander et d'obtenir la reconnaissance britannique de leur indépendance. En 1851, ce volksraad désigne quatre généraux commandants pour le Transvaal.
Dans le territoire de la souveraineté du fleuve Orange, les Boers et le chef basotho Moshoeshoe I demandent à Pretorius de leur venir en aide. De sa propre initiative, Pretorius entreprend de s'adresser aux commissaires britanniques qui craignent alors une alliance des voortrekkers avec les Basothos pour reprendre le Trans-Orange. Son objectif vise surtout à faire pression sur les autorités coloniales. De guerre las, le cabinet britannique accueille favorablement sa proposition de négociation et retire la récompense qui avait été offerte pour sa capture après la bataille de Boomplaats.
Une délégation britannique rencontre alors Pretorius et s'engage avec lui dans des pourparlers afin de reconnaître l'indépendance du Transvaal. Celui-ci en retour s'engage à ne pas interférer dans les territoires situés au sud du fleuve Vaal.
Le 17 janvier 1852, les Britanniques reconnaissent par le traité de Sand River l'indépendance du Transvaal. L'accord est notamment signé, côté voortrekker, par Andries Pretorius. En septembre 1853, le Transvaal adopte le nom De Zuid-Afrikaansche Republiek (ZAR ou République sud-africaine).
Respecté aussi bien par les chefs noirs locaux que par les Britanniques, Andries Pretorius est décédé le 23 juillet 1853 dans sa ferme située dans la région des montagnes Magaliesberg. Le 13 mai 1891, ses restes sont transférés au Heroes' Acre dans le grand cimetière boer de Pretoria situé sur church street.

## Hommages
En 1855, son fils Marthinus Wessel Pretorius fait baptiser la nouvelle capitale du pays, Pretoria, en son honneur. 
Le 27 novembre 1943, une statue en granit de Pretorius par Coert Steynberg est érigée à l'extérieur de Graaff-Reinet. Le monument rend aussi hommage aux bœufs afrikaners qui tiraient les chariots. L'inscription « Eenmaal sal daar wel 'n wiel oor ons wereld rol wat vir u en vir my onkeerbaar is » figurant sur le monument est extrait d'un échange de Pretorius avec Harry Smith en 1848 signifiant « un jour, la roue tournera dans notre monde et ni vous ni moi ne pourront l'arrêter ».
En novembre 1955, une statue équestre en bronze, également de Steynberg, est érigée devant l'hôtel de ville de Pretoria lors du centenaire de la ville. 
Son ancienne ferme n'existe plus, ayant été immergée sous les eaux du barrage de Hartbeespoort. Une plaque de bronze sur une pierre commémorative a été dévoilée à proximité en 1962.